# Pipeline (jeu vidéo)
Pour les articles homonymes, voir Pipeline (homonymie).
Pipeline est un jeu vidéo de type action-RPG développé par Ian Holmes et William Reeve, édité par Superior Software, sorti en 1988 sur BBC Micro et Acorn Electron. Il a été réédité sur Xbox et Windows.

## Accueil
- Electron User : 10/10[1]